# Торгові склади (Новгород-Сіверський)
 Торгові склади   — початок XIX ст. Розташовані у Новгороді-Сіверському по вулиці Базарній, 5. Споруда в стилі класицизму, з цегли. Будівля належить до території Новгород-Сіверського державного історико-культурного музею-заповідника, входить до охоронної зони, є пам'яткою архітектури і містобудування національного значення (охоронний номер 855). Використовуються як торговельний заклад.

## Опис

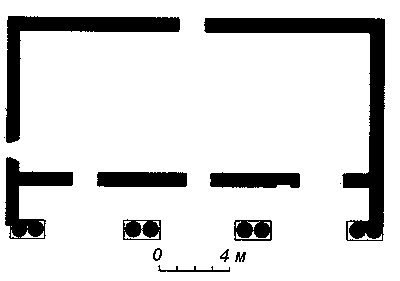
План торгових складів

Будівля з цегли, поштукатурена, прямокутна в плані, одноповерхова з підвалом. Трьохпролітна аркадна галерея розташована з боку головного фасаду. Лучкові арки спираються на спарені колони тосканського ордеру. Кожному арочному прольоту відповідають дверні прорізи. Перекриття склепінні, дах чотирисхилий, покрівля залізна. Споруда реставрована. Пам'ятка є однією з небагатьох збережених в Україні споруд такої типології в стилі класицизму.

## Історія
Спорудження торгових складів відноситься до періоду виконання проєкту перепланування Новгорода-Сіверського, що був на той час повітовим містом Чернігівської губернії. Тодішній імператор Олександр І конфірмував цей проєкт у 1805 році. Тогочасну забудову проводили з використанням класицистичних «зразкових проєктів». Потім забудова розвивалася в річищі історизму під впливом стилістики провінційного класицизму і ренесансу. Рядова забудова, як і раніше, лишалася садибною, одноповерховою. Торгові склади будувались в сукупності з торговими рядами. Три муровані корпуси торгових рядів і складів кінця XVIII — початку XIX століття відіграють значну роль в архітектурному образі історичного середмістя Новгорода-Сіверського. Потужний ритм їхніх аркад дає яскравий містобудівний акцент, організуючи довкілля. Тривалий час і донині будівля торгових складів використовується як магазин.

## Галерея
- Загальний вигляд
- Серед колон
- Торгові склади на вечірній вулиці